# Parafia Matki Bożej Królowej Polski w Tyłowie
Parafia Matki Bożej Królowej Polski w Tyłowie – parafia rzymskokatolicka, znajdująca się w archidiecezji gdańskiej, w dekanacie Żarnowiec.